# Communauté de communes Margeride-Truyère
La communauté de communes Margeride-Truyère est une ancienne communauté de communes française, située dans le département du Cantal et la région Auvergne.

## Historique
Elle est créée le 1er janvier 1999 par 12 communes. Son siège est situé à Ruynes-en-Margeride.
Le 1er janvier 2013, la commune de Chazelles rejoint la communauté de communes du Pays de Massiac.
Elle fusionne le 1er janvier 2014 avec la communauté de communes du Pays de Saint-Flour (18 communes) au sein de la communauté de communes du pays de Saint-Flour Margeride (29 communes).

## Composition
Elle regroupait les 11 communes suivantes à sa disparition le 1er janvier 2014 :
| Nom                         | Code Insee | Gentilé    | Superficie (km2) | Population (dernière pop. légale) | Densité (hab./km2) |
| --------------------------- | ---------- | ---------- | ---------------- | --------------------------------- | ------------------ |
| Ruynes-en-Margeride (siège) | 15168      |            | 29,66            | 654 (2014)                        | 22                 |
| Chaliers                    | 15034      |            | 18,37            | 170 (2014)                        | 9,3                |
| Clavières                   | 15051      |            | 44,66            | 214 (2014)                        | 4,8                |
| Faverolles                  | 15068      |            | 32,19            | 308 (2013)                        | 9,6                |
| Lorcières                   | 15107      |            | 21,82            | 177 (2014)                        | 8,1                |
| Loubaresse                  | 15P01      |            | 28,24            | 402 (2013)                        | 14                 |
| Saint-Just                  | 15195      |            | 17,06            | 207 (2013)                        | 12                 |
| Saint-Marc                  | 15197      | …          | 8,78             | 82 (2013)                         | 9,3                |
| Soulages                    | 15229      | Soulageois | 15,09            | 83 (2014)                         | 5,5                |
| Vabres                      | 15245      | Vabrais    | 18,83            | 240 (2014)                        | 13                 |
| Védrines-Saint-Loup         | 15251      |            | 27,56            | 137 (2014)                        | 5                  |

## Données chiffrées (2011)
- Population : 2 693 hab.
- Superficie : 268.7 km2
- Densité de population : environ 10 hab./km2